# Úsvit planety opic
Úsvit Planety opic (v anglickém originále Dawn of the Planet of the Apes) je americký sci-fi film z roku 2014, který režíroval Matt Reeves. Na scénáři se podíleli Mark Bomback a Rick Jaffa a Amanda Silverová. V hlavních rolích se objevili Andy Serkis, Jason Clarke, Gary Oldman, Keri Russellová, Toby Kebbell a Kodi Smit-McPhee. Jedná se o sequel k filmu Zrození Planety opic a druhý snímek rebootované série společnosti 20th Century Fox.
Film vydělal při rozpočtu 235 milionů dolarů přes 710 milionů dolarů. Mimoto získal několik ocenění za vizuální efekty, včetně tří cen Visual Effects Society Awards a nominace na cenu Akademie. Úsvit Planety opic měl premiéru dne 26. června 2014 v Palace of Fine Arts v Kalifnornii. Do amerických kin byl uveden až 11. července 2014. Třetí pokračování s názvem Válka o planetu opic mělo premiéru 10. července 2017.

## Synopse
Příběh filmu se odehrává deset let po vypuknutí epidemie, která zabila většinou obyvatel planety Země. Někteří lidé však přežili a dostali se do konfliktu s Caesarem, šimpanzem, jenž vede skupinu inteligentních opic. Křehký mír je tak mezi inteligentními opicemi a lidmi ohrožen, jelikož každý usiluje o nadvládu nad ostatními.

## Obsazení

### Opice
- Andy Serkis jako Caesar
- Toby Kebbell jako Koba
- Judy Greer jako Cornelia
- Terry Notary jako Rocket
- Karin Konoval jako Maurice
- Nick Thurston jako Modré oči (Bluey Eyes)
- Doc Shaw jako Ash
- Lee Ross jako Šedý (Grey)

### Lidé
- Jason Clarke jako Malcolm
- Gary Oldman jako Dreyfus
- Keri Russell jako Ellie
- Kodi Smit-McPhee jako Alexander
- Kirk Acevedo jako Carver
- Jocko Sims jako Werner
- Enrique Murciano jako Kemp
- Keir O'Donnell jako Finney
- Lombardo Boyar jako Terry
- Kevin Rankin jako McVeigh
- Jon Eyez jako Foster
- James Franco jako Will Rodman (neobjevil se v závěrečných titulcích)

## Produkce

### Natáčení
Natáčení začalo v dubnu 2013 v okolí města Campbell River v Britské Kolumbii. Ostrov Vancouver byl vybrán pro svou podobnost s filmovými lokacemi, jako jsou lesy a různorodá krajina. Natáčení v New Orleans začalo v květnu 2013 a skončilo v červenci 2013. Některé scény se natáčely také v opuštěném parku Six Flags New Orleans firmy Six Flags.

### Vizuální efekty
Stejně jako na předchozím filmu tak i na tomto pracovalo na vizuálních efektech novozélandské studio Weta Digital. Weta Digital vytvořilo mimo opice i jeleny, medvědy a koně. Jeleni byli vytvořeni pomocí programů key-frame animation a MASSIVE, medvědi jenom pomocí key-frame animation a koně kombinací motion capture a key-frame animation.

### Hudba
Na filmové hudbě pracoval skladatel Michael Giacchino. Soundtrack k filmu byl vydán společností Sony Masterworks 8. července 2014.

## Vydání
Dne 31. května 2012 studio Fox oznámilo, že se vydání filmu Dawn of the Planet of the Apes uskuteční 23. května 2014. 20. června 2013 bylo vydání odloženo o dva měsíce na 18. červenec 2014. Nicméně 10. prosince 2013 bylo datum vydání znovu změněno a to na 11. července 2014. Film měl premiéru v Palace of Fine Arts v San Francisco v Kalifnornii dne 26. června 2014. 28. června 2014 film ukončil 36. ročník Mezinárodního moskevského filmového festivalu.

## Sequel
Matt Reeves byl společnostmi 20th Century Fox a Chernin Entertainment najat na post režiséra třetího snímku série. Dne 6. ledna 2014 Fox oznámil, že na scénáři budou spolupracovat Reeves a Bomback. Producenti filmu, který bude vydán v červenci 2016, budou Peter Chernin, Rick Jaffa a Amanda Silverová. V lednu 2015 bylo oznámeno, že se datum vydání přesouvá na 14. červenec 2017. Dne 14. května 2015 byl odhalen oficiální název filmu, War of the Planet of the Apes. V září 2015 bylo oznámeno, že herec Woody Harrelson ztvární hlavního záporáka filmu. V říjnu 2015 byl do role nové opice obsazen Steve Zahn a název filmu se změnil na War for the Planet of the Apes.